# Armida (Salieri)
Armida és una òpera, dramma per musica, en tres actes d'Antonio Salieri, amb llibret de Marco Coltellini, basat en el poema Gerusalemme liberata de Torquato Tasso, i Lully.
Traetta i Händel ja havien compost òperes basades en les situacions que Tasso originàriament havia desenvolupat. L'argument de totes elles i l'òpera de Salieri, estan basades en les relacions entre Armida i el cavaller templer Rinaldo. S'estrenà al 2 de juny de 1771 al Burgtheater de Viena.	
És la primera òpera seriosa de Salieri i en la seva composició va influir l'estètica de Gluck.

## Papers
| Elenc   | Tipus de veu     | Estrena, 2 de juny de 1771 (Conductor: -) |
| ------- | ---------------- | ----------------------------------------- |
| Armida  | soprano          | Catharina Schindler                       |
| Ismene  | soprano          |                                           |
| Rinaldo | soprano castrato | Giuseppe Millico ?                        |
| Ubaldo  | tenor            |                                           |

## Enregistraments
- 2021: Christophe Rousset (director), Lenneke Ruiten, Florie Valiquette, Teresa Iervolino, Ashley Riches, Chœur de Chambre de Namur, Les Talens Lyriques.

La seva obertura ha estat enregistrada per l'Orquestra Simfònica Eslovaca (Bratislava) dirigida per Michael Dittrich, a Naxos Records.